# Vekoslav Španger
Vekoslav Španger, slovenski rodoljub, * 29. januar 1906, Prosek pri Trstu, † 27. december 1971, Ljubljana.

## Življenje in delo
Vekoslav Španger (tudi Luigi Spangher ali Spanger) se je rodil v družini pristaniškega delavca v tržaškem predmestju Prosek. Osnovno šolo je končal leta 1918 v rojstnem kraju ter se izučil za mizarja. Leta 1928 je na Proseku odprl lastno delavnico v kateri je delal do aretacije 4. aprila 1930. Po hudem mučenju v preiskovalnem zaporu v Kopru in Rimu ga je 9. septembra 1930 sodišče obsodilo na 30 let ječe. V zaporu je ostal do leta 1939, ko so ga pripeljali v Trst, izpustili in do ponovne aretacije 1940 strogo nadzorovali. Po kapitulaciji fašističnega režima jeseni 1943 se mu je aprila 1944 posrečilo s skupino še drugih internirancev pobegniti Nemcem in se prebiti do zavezniških čet. Po krajšem zdravljenju v Rimu je odšel v Bari in se pridružil prekomorskim enotam NOV, ter se 30. novembra 1944 izkrcal v bližini Splita. V Trst se je vrnil 11. junija 1945. Od 1. avgusta 1945 do 28. februarja 1949 je bil zaposlen pri uvozno-izvoznem zavodu UIVOD, potem pri Centroprometu in nazadnje do upokojitve pri Finančni družbi za mednarodni promet SAFTI.
Španger se je že zelo mlad vključil v kulturno in politično dejavnost. Bil je med soustanovitelji mladinskega kluba Adrija na Proseku in njegov tajnik (1924-1927). Na Kontovelu je sodeloval pri ustanovitvi mladinskega društva Ladja in prevzel mesto predsednika (1926-1927). Po fašistični prepovedi delovanja slovenskih društev leta 1927 je s skupino mladih protifašistov ustanovil ilegalno organizacijo Borba in bil predsednik izvršnega odbora do aretacije leta 1930. Področje delovanja organizacije Borba je bila vsa Primorska z Istro, njen namen pa brezkompromisen boj proti fašizmu in priključitev Primorske in Istre h Kraljevini Jugoslaviji. Zaradi izdaje je bil Španger skupaj s še nekaterimi drugimi tovariši dve leti in pol kasneje na 1. tržaškem procesu pred posebnim sodiščem za zaščito države imenovanem Tribunale speciale v Trstu obsojen na 30 let ječe, Ferdo Bidovec, Fran Marušič, Zvonimir Miloš in Alojz Valenčič pa na smrt.
Po končani vojni se je vrnil v Trst in se takoj vključil v politično in javno življenje slovenske manjšine in po svojih močeh delal vse do smrti. Leta 1964 je založba EDIT na Reki izdala v italijanskem jeziku knjigo Frateli nel sangue v kateri je bil objavljen citat s fašističnega plakata iz leta 1930, v katerem je bil Španger označen kot izdajalec tovarišev na 1. tržaškem procesu. Po Špangerjevem protestu in pričevanju Janka Obada, Mira Pertota in Nikole Kosmača sta avtorja spornega prispevka Aldo Bressan in Luciano Gluricin v listu La voce del popolo (Novi list) 3. marca 1965 to preklicala in se javno opravičila. V vse neprodane knjige in tiste v knjižnicah pa je bil vstavljen listek s popravkom.
Obsežno je tudi Špangerjevo publicistično delo. Njegove spominske članke in nekrologe so objavljali razni listi v Sloveniji in zamejstvu. V samozaložbi je leta 1965 izdal obsežno knjigo o tajni organizaciji Borba z naslovom: Bazoviški spomeniki (COBISS)
Za svoje politično in prosvetno delo je leta 1950 prejel jugoslovansko odlikovanje red zaslug za ljudstvo s srebrnimi žarki. Predsednik Republike Italije pa mu je podelil priznanje antifašističnega borca.